# فهرست مسئله‌های حل‌نشده زیست‌شناسی
این مقاله دربارهٔ برخی مسئله‌هایِ حل‌نشدهٔ زیست‌شناسی بحث می‌کند. برخی از آن‌ها بدونِ شک پاسخی ندارند اما بی‌پاسخ بودنِ بعضی از این مسئله‌ها، موضوعِ مناقشه است، به این معنا که عده‌ای از زیست‌شناسان معتقدند که به پاسخِ آن‌ها دست یافته شده ولی عدهٔ دیگری در درستی این پاسخ‌هایِ احتمالی تردید دارند.

## زیست‌شناسی عمومی

### فرگشت و خاستگاه حیات
- خاستگاه حیات. حیات بر روی زمین دقیقاً چگونه، کجا و چه زمانی به‌وجود آمد؟ در این رابطه کدام یک از فرضیه‌های متعدد صحیح است؟ مسیرهای متابولیکی که توسط نخستین اشکال حیات مورد استفاده قرار می‌گرفت چه بوده است؟ کد ژنتیکی چگونه به وجود آمد؟ مکانیسم مولکولی که امکان ارتباط اسیدهای آمینه با کدون‌های سه‌گانهٔ آن‌ها را فراهم می‌کند چه بود؟[۱] مسیرهای بیوشیمیایی از بلوک‌های زیستی منفرد مانند اسیدهای آمینه یا اسیدهای نوکلئیک تا پلیمرهای عملکردی مانند پروتئین‌ها و دی‌ان‌ای چگونه بود؟[۲]
- فرگشت تولیدمثل جنسی. چه نیروهای گزینشی اساسی مسئول منشأ تولیدمثل جنسی بودند؟
- حفظ تولید مثل جنسی. نیروهای گزینشی اساسی برای حفظ تولیدمثل جنسی کدامند؟
- خاستگاه ویروس‌ها گروه‌های مختلف ویروس دقیقاً چگونه و چه زمانی به‌وجود آمدند؟
- رشد و فرگشت مغز. چگونه و چرا مغز تکامل یافت؟ عوامل مولکولی تعیین کنندهٔ رشد مغز چیست؟
- منشأ یوکاریوت‌ها (همزیست‌زایی). چگونه و چرا سلول‌ها با هم ترکیب شدند و سلول یوکاریوتی را تشکیل دادند؟ آیا یک یا چند رویداد تصادفی منجر به ساخت نخستین سلول‌های یوکاریوتی شد یا می‌توان تشکیل سلول‌های یوکاریوتی را با اصول فیزیکی و زیستی توضیح داد؟ چگونه چرخهٔ میتوز میتوکندری با سلول میزبان آن هماهنگ شد؟ آیا میتوکندری یا هسته ابتدا در یوکاریوت‌ها ایجاد شد؟
- آخرین نیای مشترک جهانی آخرین نیای مشترک جهانی آرکی‌ها، باکتری‌ها و یوکاریوت‌ها چه ویژگی‌هایی داشت؟ آیا آرکی‌ها و یوکاریوت‌ها از دامنهٔ باکتری‌ها تکامل یافته‌اند یا به یک کلاد پایه از آن؟ آیا آرکی‌ها و یوکاریوت‌ها نیای مشترک بعدی یا قبلی باکتری‌ها را دارند؟
- تقسیم لیپیدی : چگونه آرکی‌ها از گلیسروفسفولیپیدهای غشایی با کایرالیتهٔ مخالف در مقایسه با باکتری‌ها استفاده کردند؟[۳] چرا یوکاریوت‌ها لیپیدهای غشایی مشابه باکتری دارند؟[۴]

### بیوشیمی و زیست‌شناسی سلولی
- پروتئین‌های ناشناخته چه می‌کنند؟ تقریباً دو دهه پس از نخستین تعیین توالی یوکاریوت‌ها، «نقش زیستی» حدود ۲۰ درصد از پروتئین‌ها هنوز ناشناخته است.[۵] بسیاری از این پروتئین‌ها در بیشتر گونه‌های یوکاریوتی و برخی در باکتری‌ها حفظ شده‌اند، که نشان‌گر نقش اساسی آن‌ها برای حیات است.[۵][۶][۷]
- عوامل تعیین‌کنندهٔ اندازهٔ سلول. سلول‌ها چگونه تعیین می‌کنند که پیش از تقسیم تا چه اندازه‌ای رشد کنند؟
- دستگاه گلژی . در نظریهٔ سلول، مکانیسم انتقال دقیقی که توسط آن پروتئین‌ها در دستگاه گلژی حرکت می‌کنند چیست؟
- مکانیسم اثر داروها. مکانیسم اثر بسیاری از داروها از جمله لیتیم، تالیدومید و کتامین به‌طور کامل شناخته نشده است.[۸]
- تاشدگی پروتئین . کد تاشدگی چیست؟ مکانیسم تا شدن چیست؟ آیا می‌توان ساختار بومی یک پروتئین را از روی توالی اسید آمینهٔ آن پیش‌بینی کرد؟ آیا می‌توان ساختار ثانویه، سوم و چهارم یک توالی پلی‌پپتیدی را تنها بر پایهٔ توالی و اطلاعات محیطی پیش‌بینی کرد؟ مشکل تاخوردگی معکوس پروتئین: آیا می‌توان یک توالی پلی‌پپتیدی طراحی کرد که ساختار معینی را تحت شرایط محیطی خاص اتخاذ کند؟[۹][۱۰] این موضوع، برای چندین پروتئین کروی کوچک در سال ۲۰۰۸ انجام شد[۱۱] در سال ۲۰۲۰، اعلام شد که AlphaFold گوگل، که یک شبکهٔ عصبی مبتنی بر هوش مصنوعی دیپ‌مایند است، قادر است شکل نهایی پروتئین را تنها بر پایهٔ زنجیرهٔ آمینو اسیدی آن با دقت حدود ۹۰ درصد بر روی نمونهٔ آزمایشی از پروتئین‌های مورد استفاده پیش‌بینی کند.[۱۲]
- سینتیک آنزیم: چرا برخی از آنزیم‌ها سینتیک سریع‌تر از انتشار نشان می‌دهند؟[۱۳]
- مشکل تا شدن آران‌ای: آیا می‌توان ساختار ثانویه، سوم و چهارم یک توالی ریبونوکلئیک اسیدی را بر پایهٔ توالی و محیط آن به‌طور دقیق پیش‌بینی کرد؟
- طراحی پروتئین : آیا می‌توان آنزیم‌های بسیار فعال را برای هر واکنش دلخواه به‌طور de novo طراحی کرد؟[۱۴]
- بیوسنتز : آیا می‌توان مولکول‌های مورد نظر، محصولات طبیعی یا غیره را از راه دستکاری مسیر بیوسنتزی با بازده بالا تولید کرد؟[۱۵]
- مکانیسم انتقال آلوستریک پروتئین‌ها چیست؟ مدل‌های هماهنگ و متوالی فرضیه شده‌اند اما هیچ‌کدام تأیید نشده‌اند.
- لیگاندهای درون‌زای گیرنده‌های یتیم کدامند؟
- فاکتور هیپرپلاریزه‌کنندهٔ مشتق از اندوتلیوم چه ماده‌ای است؟
- مکانیسم روش گلژی : چرا این روش خاص، بافت‌های عصبی را رنگ‌آمیزی می‌کند؟ چرا فقط یک بخش تصادفی از سلول‌ها را رنگ می‌کند؟

### سایر موارد
- چرا پیری بیولوژیک رخ می‌دهد؟ فرضیه‌هایی در مورد این‌که چرا پیری رخ می‌دهد وجود دارد، از جمله فرضیه‌هایی که با تغییرات بیان ژن برنامه‌ریزی می‌شود و این‌که که با تغییرات بیان ژن برنامه‌ریزی می‌شود و این‌که پیری ناشی از آسیب تجمعی به ساختارهای زیستی، به‌ویژه آسیب به دی‌ان‌ای است.[۱۶][۱۷][۱۸]
- چگونه اندام‌ها به شکل و اندازهٔ صحیح رشد می‌کنند؟[۱۹] شکل و اندازهٔ نهایی اندام‌ها چگونه به‌طور قابل اعتمادی شکل می‌گیرد؟ این فرایندها تا حدی توسط مسیر سیگنالینگ هیپو کنترل می‌شوند.
- آیا توسعهٔ سیستم‌های زیستی می‌تواند زمان را مشخص کند؟[۱۹] همان‌طور که توسط ژن ساعت نشان داده شده است، به‌نظر می‌رسد تا حدودی این مورد انجام‌پذیر باشد.
- ژلهٔ ستاره. هنوز توضیح کاملی در مورد منشأ آن گ وجود ندارد.
- حلقه‌های جنگلی. منشأ حلقه‌های جنگلی علی‌رغم این‌که تاکنون مکانیسم‌های متعددی برای ایجاد آن‌ها پیشنهاد شده است. چنین فرضیه‌هایی شامل رشد شعاعی در قارچ‌ها، دفن شدن زیر تنوره‌های آتشفشانی، بسته‌های گازی محبوس‌شده و دهانه‌های برخورد شهاب‌سنگ است.

## زیست‌شناسی انسان
- راست‌دستی و چپ‌دستی: مشخص نیست که راست‌دستی و چپ‌دستی چگونه ایجاد می‌شود، چه هدفی را دنبال می‌کند، چرا راست‌دستی بسیار رایج‌تر است، و چرا چپ‌دستی وجود دارد.
- خنده : به‌طور کلی پذیرفته شده است که خندیدن به‌عنوان شکلی از ارتباطات اجتماعی تکامل یافته است، فرایند عصبی زیستی دقیقی که انسان را به خنده سوق می‌دهد به‌خوبی درک نشده است.
- خمیازه کشیدن : هنوز مشخص نشده است که هدف بیولوژیکی یا اجتماعی خمیازه چیست.[۲۰]
- مؤلفه‌های ارثی همجنس‌گرایی: چگونه فرگشت را با مؤلفه‌های ارثی همجنس‌گرایی انسانی تطبیق دهیم؟ همجنس‌گرایی در جوامع بشری، گذشته و حال، رواج دارد. این حقایق یک پازل تکاملی را تشکیل می‌دهند.[۲۱][ منبع غیر اولیه مورد نیاز است ]
- کاهش میانگین دمای بدن انسان از سدهٔ نوزدهم: داده‌های پزشکی نشان می‌دهد که میانگین دمای بدن انسان‌ها از سدهٔ ۱۹ میلادی ۰٫۶ درجهٔ سانتیگراد کاهش یافته است. علت موضوع، نامشخص است اما پیشنهاد شده است که با کاهش التهاب ناشی از کاهش قرار گرفتن در معرض میکروارگانیسم‌ها ارتباط دارد.[۲۲]
- چرا گروه‌های خونی وجود دارند؟ منشأ و هدف داشتن گروه خونی مشخص نیست. تصور می‌شود که داشتن گروه خونی O ممکن است سازگاری با مالاریا باشد و گروه‌های خونی مختلف به بیماری‌های مختلف پاسخ‌های متفاوتی می‌دهند، اما این فرضیه هنوز ثابت نشده است. اساساً چرا این آنتی‌ژن‌ها ایجاد شدند؟ علت تفاوت در گروه خونی چیست؟ تفاوت در گروه‌های خونی چه قدمتی دارد و از چه زمانی آغاز شده است؟ علت تعداد زیاد گروه‌های خونی نادر غیر ABO چیست؟ گروه‌های خونی چه نقشی در مبارزه با بیماری دارند؟[۲۳]
- عطسهٔ واکنش به نور : چه چیزی باعث عطسه در پاسخ به نور مستقیم می‌شود؟
- فرمون‌های جنسی انسانی : شواهد متناقضی در مورد وجود فرومون‌های انسانی وجود دارد. آیا آن‌ها واقعاً وجود دارند و اگر چنین هستند، چگونه بر رفتار تأثیر می‌گذارند؟[۲۴]
- وجود نقطهٔ گرافنبرگ (نقطهٔ جی): آیا نقطهٔ جی واقعاً وجود دارد؟ اگر چنین است در همهٔ زنان وجود دارد؟ این نقطه دقیقاً چیست؟[۲۵]
- انقراض انسان‌های باستانی : چرا گونه‌های انسان باستانی مانند نئاندرتال‌ها منقرض شدند و انسان امروزی تنها گونهٔ بازماندهٔ انسان است؟[۲۶]

### عصب‌شناسی و شناخت

#### فیزیولوژی عصبی
| خواب                   | عملکرد بیولوژیکی خواب چیست؟ هدف از خواب دیدن چیست؟ مکانیسم‌های زیربنایی مغز چیست؟ چه ارتباطی با بیهوشی دارد؟                                                                                          |
| بیهوشی عمومی           | مکانیسمی که بیهوشی با آن کار می‌کند چیست؟ |
| بیماری‌های عصبی و روانی | زمینه‌های عصبی (علل) بیماری‌های روانی مانند اختلالات روان‌پریشی (مانند شیدایی، اسکیزوفرنی)، بیماری پارکینسون، بیماری آلزایمر یا اعتیاد چیست؟ آیا می‌توان از دست دادن عملکرد حسی یا حرکتی را بازیابی کرد؟ |
| محاسبات عصبی           | انواع مختلف نورون‌ها چیست و در مغز چه می‌کنند؟ |

#### شناخت و روان‌شناسی
| شناخت و تصمیم‌گیری   | چگونه و از کجا مغز ارزش پاداش و تلاش (هزینه) را برای تعدیل رفتار ارزیابی می‌کند؟ تجربه‌های پیشین، چگونه ادراک و رفتار را تغییر می‌دهند؟ نقش ژنتیک و محیط در عملکرد مغز چیست؟ |
| علوم اعصاب محاسباتی | زمان‌بندی دقیق پتانسیل‌های عمل برای پردازش اطلاعات در نوقشر چه‌قدر مهم است؟ آیا محاسبات متعارفی وجود دارد که توسط ستون‌های قشری انجام شود؟ چگونه اطلاعات در مغز توسط دینامیک جمعی مدارهای عصبی بزرگ پردازش می‌شود؟ چه سطحی از ساده‌سازی برای توصیف پردازش اطلاعات در مغز مناسب است؟ کد عصبی چیست؟ |
| نظریهٔ محاسباتی ذهن  | محدودیت‌های درک تفکر به‌عنوان شکلی از محاسبات چیست؟ |
| خودآگاهی            | منشأ تجربهٔ ذهنی، شناخت، بیداری، هوشیاری، انگیختگی و توجه در مغز، چیست؟ آیا "مسئلهٔ دشوار خودآگاهی" وجود دارد؟ اگر هست چگونه حل می‌شود؟ در صورت وجود، عملکرد آگاهی چیست؟ |
| اختیار              | به‌ویژه علوم اعصاب اختیار |
| زبان                | چگونه به‌صورت عصبی پیاده‌سازی می‌شود؟ اساس معناشناسی چیست؟ |
| یادگیری و حافظه     | خاطرات انسان کجا ذخیره می‌شوند و چگونه دوباره بازیابی می‌شوند؟ چگونه می‌توان یادگیری را بهبود بخشید؟ تفاوت بین خاطرات آشکار و ضمنی چیست؟ چه مولکولی مسئول برچسب‌گذاری سیناپسی است؟ |
| پیدایش و فرگشت هوش  | قوانین و مکانیسم‌های پیدایش ایدهٔ جدید (بینش، ایجاد خلاقیت، شهود، تصمیم‌گیری، اثر اورکا) چیست؟ توسعه (تکامل) ذهن فردی در رشدشناسی و غیره؟ |
| ادراک               | چگونه مغز اطلاعات حسی را به ادراکات منسجم و شخصی منتقل می‌کند؟ قواعد سازماندهی ادراک چیست؟ ویژگی ها/اشیاءی که تجربهٔ ادراکی انسان از رویدادهای درونی و بیرونی را تشکیل می‌دهند چیست؟ چگونه حواس یکپارچه شده‌اند؟ رابطهٔ میان تجربهٔ ذهنی و جهان فیزیکی چیست؟                                      |

## زیست‌شناسی غیر انسان

### بوم‌شناسی، فرگشت و دیرین‌شناسی
مشکلات حل نشدهٔ مربوط به فعل و انفعالات بین جانداران و توزیع آن‌ها در محیط عبارت‌اند از:
- حیاتِ فرازمینی: آیا ممکن است حیات، به طورِ مستقل از حیاتِ زمینی، در جایِ دیگری از کیهان به‌وجود آمده و رشد کرده باشد؟
- پارادوکسِ پلانکتون: تنوع بالای فیتوپلانکتون‌ها ظاهراً با اصل طرد رقابتی در تناقض است.
- ادیاکاران بیوتا. چگونه باید طبقه‌بندی شوند؟
- انفجارِ کامبرین: در ابتدایِ دورهٔ کامبرین، چه چیزی سبب شد که گونه‌هایِ بسیار متفاوتی از چندسلولی‌ها، به‌سرعت و در یک دورهٔ زمانیِ کوتاه، پدید بیایند؟
- تاریخچهٔ تکاملی دقیق گل‌ها و علت ظهور ناگهانی گل‌های تقریباً مدرن در سوابق فسیلی چیست؟
- Facetotectaی بالغ چگونه است؟ شکل بالغ این جانور هرگز در آب دیده نشده است و هنوز هم یک راز است.
- منشأ مارها. مارها از کدام گروه از مارمولک‌ها فرگشت یافته‌اند؟ مارمولک‌های آبی یا مارمولک‌های حفار؟ شواهدی برای هر دو فرضیه وجود دارد.
- منشأ لاک‌پشت‌ها. آیا لاک‌پشت‌ها از بی‌کمانان یا از دوکمانان فرگشت یافته‌اند؟ شواهدی برای هر دو فرضیه وجود دارد.
- پالئودیکتیون: منشأ این فسیل و همتایان مدرن آن چیست؟ با وجود بسیاری از نظریه‌های پیشنهادی، هیچ مدرکی برای تأیید هیچ‌یک از آن‌ها پیدا نشده است.
- زیواگان فرانس‌ویلین؛ آیا آن‌ها جانداران چندسلولی اولیه بوده‌اند؟
- زمین گوی برفی: یخ‌زدگی کریوژنین چه تأثیری بر منشأ و تکامل جانوران اولیه داشت؟
- Eocyathispongia: از اسفنج‌های اولیه بود؟ آیا دارای شوانوسیت بود؟
- Vernanimalcula: آیا این جاندار فسیل‌شده، از دوسوئیان بود؟
- تولیمونسترم: موقعیت طبقه‌بندی این جاندار فسیل‌شده ناشناخته است.
- شگفت‌بی‌کاواک‌ریختان: آیا آن‌ها دهان‌دومیانی هستند که همراه با خارپوستان و نیم‌طنابداران، تشکیل کلاد زینامبولاکراریا را می‌دهند یا از دوسوئیان هستند و یک گروه خواهر به نفروزوآ؟
- جناریا پلچرا: موقعیت طبقه‌بندی این جانور، ناشناخته است و پژوهش‌های بیشتری برای تعیین آن لازم است.[۲۹]
- دستگاه عصبی در Lobatocerebrida. چرا این کرم حلقوی ساده و بدون اندام‌های حسی، مغز نسبتاً پیچیده‌ای دارد؟[۳۰]
- دیورودریلوس: آیا یک کرم حلقوی غیرمعمول است؟[۳۱][۳۲] منشأ شباهت‌های مورفولوژیکی بین دیورودریلوس و لیمنوگناتیا مرسکی چیست؟[۳۳]
- موقعیت طبقه‌بندی کرم‌های زبانه‌ای. آیا آن‌ها یک گروه خواهر با شپش ماهی هستند یا یک شاخهٔ باستانی از همه‌بندپایان؟
- موقعیت طبقه‌بندی تریکولپیدون گرتشی: آیا گونه‌ای از راستهٔ یوغ‌تنان (ماهی‌های نقره‌ای) است یا یک شاخهٔ باستانی مستقل از حشرات؟

### رفتارشناسی
مشکلات حل‌نشدهٔ مربوط به رفتار جانوران عبارت‌اند از:
- خانه‌یابی. هنوز توضیح رضایت‌بخشی برای مکانیسم‌های عصبی زیست‌شناختی که امکان اسکان در جانوران را فراهم می‌کند پیدا نشده است.
- دسته‌شدن. این‌که چگونه دسته‌های پرندگان و خفاش‌ها حرکات خود را به این سرعت هماهنگ می‌کنند کاملاً درک نشده است. همچنین هدف از ایجاد دسته‌های بزرگ مانند دسته‌های سار نامشخص است. به‌نظر می‌رسد تشکیل این گله‌ها نه‌تنها باعث حفاظت از آن‌ها نمی‌شود، بلکه باعث جذب شکارچیان نیز می‌شود.[۳۴]
- مهاجرت پروانه‌ها. چگونه زاده‌های پروانهٔ سلطنتی در سراسر کانادا و ایالات متحده، پس از چندین نسل مهاجرت، در نهایت موفق به بازگشت به چند نقطهٔ نسبتاً کوچک زمستان‌گذرانی می‌شوند؟
- نهنگ آبی. اطلاعات زیادی در مورد تمایلات جنسی نهنگ آبی وجود ندارد.[۳۵]
- حشرات گال‌زا. دست‌کم هفت گروه از حشرات، در شش راسته، به‌طور مستقل دارای رفتار گال‌زایی هستند. چندین فرضیه در این رابطه ارائه شده است، اما نحوهٔ تکامل این رفتار و چگونگی ایجاد گال توسط این حشرات بر روی گیاهان، تا حدودی ناشناخته است. در این رابطه، محرک‌های شیمیایی، مکانیکی و ویروسی مورد بحث قرار گرفته‌اند.

### اندام‌ها و زیست‌مولکول‌های غیر انسان
مشکلات حل‌نشده مربوط به ساختار و عملکرد اندام‌ها، فرایندها و زیست‌مولکول‌های غیر انسان عبارت‌اند از:
- جوان‌باستانیان (آرکی). فرآیندهای متابولیکی این دسته از آرکی‌ها تاکنون نامشخص است.
- گوی گلیکوژن. عملکرد این ساختار در طناب نخاعی پرندگان مشخص نیست.
- مشکل سَر بندپایان یک مناقشهٔ جانورشناسی طولانی مدت در مورد ترکیب ساختاری سَر در گروه‌های مختلف بندپایان و چگونگی ارتباط آن‌ها از نظر تکاملی با یکدیگر در جریان است.
- تخمدان کوسه‌های آسوده. به‌نظر می‌رسد که تنها تخمدان سمت راست در کوسه‌های ماده فعال است. دلیل آن مشخص نیست.[۳۶]
- تخم پرندگان با رنگ‌های روشن. ناشناخته است که با توجه به افزایش دید جانوران شکارچی، چه فرایند تکاملی باعث می‌شود پرندگان تخم‌های رنگارنگ داشته باشند.[۳۷]
- استئودرم‌ها/پوسته‌ها در پوشیده‌خزنده‌سانان. یک بحث طولانی‌مدت در مورد این‌که آیا عملکرد اصلی استئودرم‌ها/پوسته‌ها در پوشیده‌خزنده‌سانان محافظت در برابر شکارچیان، نمایش جنسی، تشخیص گونه‌ها، تنظیم حرارت یا سایر عملکردها است وجود دارد.
- عملکرد وانادوسیت‌ها، نوعی سلول خونی که در برخی از تونیکاتورها یافت می‌شود. واکوئل‌های وانادوسیت‌ها به‌دلیل سطوح بالای فلز وانادیم و پی‌اچ پایین آن‌ها قابل توجه هستند.
- متابولیسم در Henneguya zschokkei، گونه‌ای از مخاط‌زیان. مشخص شد که این گونه از گزنده‌تباران فاقد میتوکندری است و بنابراین قادر به تنفس هوازی نیست.
- میتوکندری در سپردارتباران که در شرایط بدون اکسیژن زندگی می‌کنند. ناشناخته است که آیا اعضای گروه سپردارتباران مانند Spinoloricus cinziae که در شرایط بدون اکسیژن در حوضهٔ L'Atalante زندگی می‌کنند، میتوکندری دارند یا خیر.

## زندگی مصنوعی
مشکلات حل‌نشده در زندگی مصنوعی عبارت‌اند از:
- چگونگی پیدایش حیات
- پتانسیل‌ها و محدودیت‌های سیستم‌های زنده چیست؟
- زندگی چگونه با ذهن، ماشین‌ها و فرهنگ مرتبط است؟